# Claus Schöndube

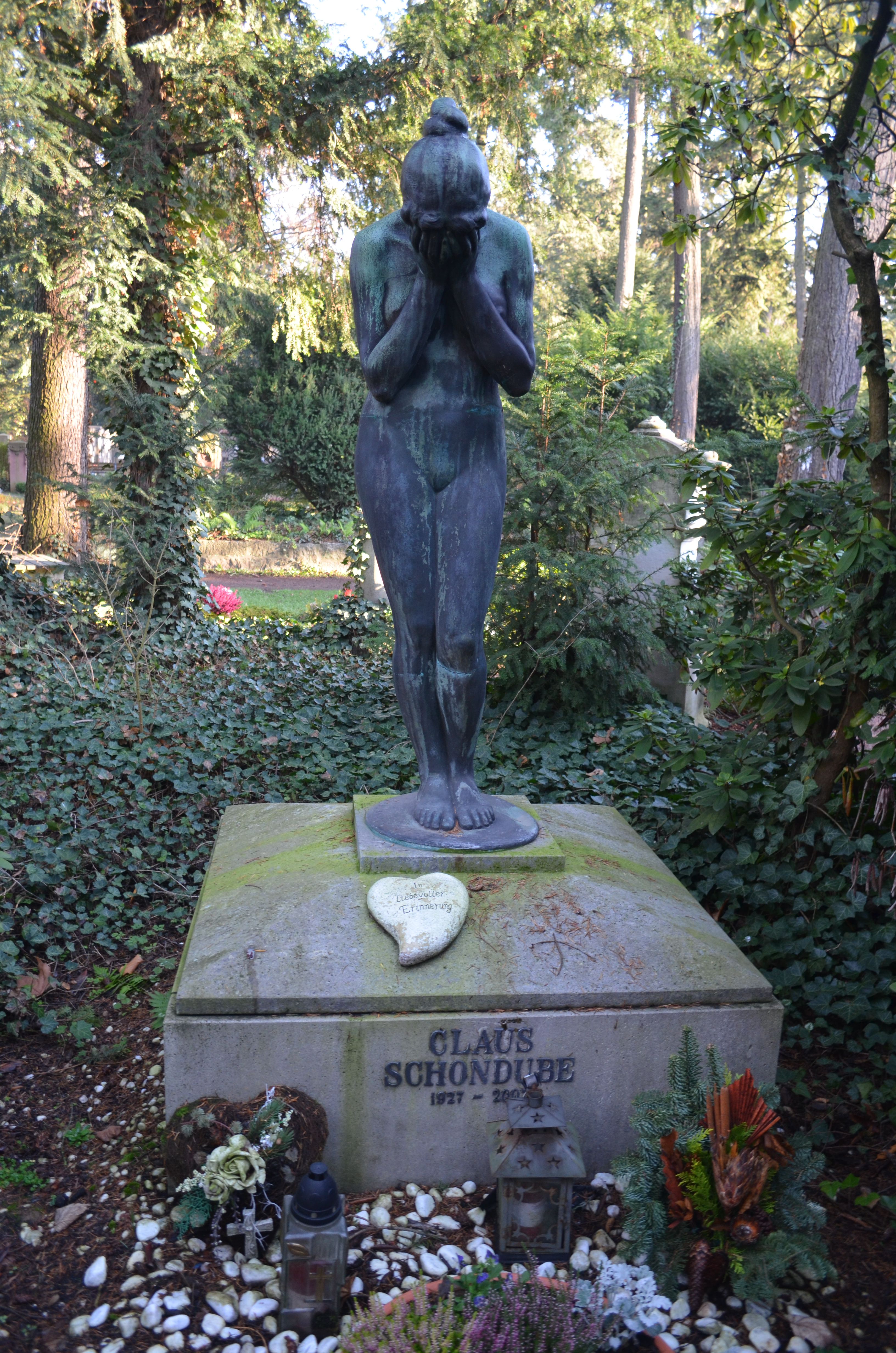
Grab von Claus Schöndube

Claus Schöndube (* 23. Dezember 1927 in Frankfurt am Main; † 29. Januar 2007) war ein deutscher Journalist.

## Werdegang
Im Jahre 1951 war er Mitbegründer des Vereins Europa-Haus Marienberg in Marienberg im Westerwald, das er mitgeprägt hat und dem er über fünf Jahrzehnte lang bis zu seinem Tod verbunden blieb. Hier leistete er als Europäer der ersten Stunde wertvolle Bildungsarbeit für die Idee eines vereinten Europas.
Als Korrespondent berichtete er für den Westdeutschen Rundfunk und andere Medien aus dem Europäischen Parlament und war ein überzeugter Träger des europäischen Idee.
Claus Schöndube war Mitglied des Präsidiums der Europa Union Deutschland und Vizepräsident der Union Europäischer Föderalisten.
Er wurde unter anderem mit dem Bundesverdienstkreuz am Bande ausgezeichnet.
Sein Grab auf dem Hauptfriedhof Frankfurt (Grab XIV Urnengartengräber) steht unter Denkmalschutz.

## Schriften
- .. der täglich sie erobern muß Ein Buch für junge Bürger, 1962
- Eine Idee setzt sich durch, der Weg zum vereinigten Europa, Bonn 1964
- Trostbüchlein für Europäer, Hangelar 1966
- Grundsatzfragen der europäischen Integration – Ideen – Wege – Resultate, 1968
- Das neue Europa-Handbuch, 1969
- europa taschenbuch, Bonn 1970
- Europa. 2 Bücher: Europa Taschenbuch + Europa Verträge und Gesetze, 1970/1972
- Europa von A-Z, Bonn 1970
- Europa – Verträge und Gesetze, Bundeszentrale für politische Bildung, Bonn 1972
- Entwicklungsregionen in der EWG. Ursachen und Ausmaß der wirtschaftlichen Benachteiligung, Bundeszentrale für Politische Bildung, Bonn 1973
- Parlamentarismus und europäische Integration. Gedanken & Vorschläge zur Beteiligung des Volkes am Aufbau der Europäischen Gemeinschaft & der Europäischen Union, Bundeszentrale für politische Bildung, Bonn 1975
- Der schwierige Weg nach Europa. Berichte aus dem europäischen Parlament, Eine Sendereihe des WDR, Bonn 1982
- Das Europäische Parlament vor der zweiten Direktwahl, Bonn 1983